# Klement VIII., protupapa
Protupapa Klement VIII., rođen kao Gil Sánchez Muñoz, katolički protupapa od 1423. do 1429. godine. 